# Поручіков Дмитро Петрович
Поручіков (Поручиков) Дмитро Петрович (нар. 1883) — пом.? ?) — професор зоотомії Харківського ветеринарного інституту.

## Біографія
Дмитро Петрович народився у 1883 році.
Після закінчення у 1904 році Одеської духовної семінарії вступив до Харківського ветеринарного інституту.
У 1907 році будучи студентом 3 курсу виконував науково-дослідну роботу щодо гемолімфатичних вузлів при кафедрі зоотомії.
У 1909 році з відзнакою закінчив Харківський ветеринарний інститут за кваліфікацією ветеринарного лікаря.
З 1909 по 1912 роки працюва дільничним ветеринарним лікарем в Херсонському уїздному земельстві.
З 1910 по 1912 роки працював на посаді ветеринарного лікаря Качкарівської дільниці, а згодом був обраний головою ради Качкарівського ссуду-зберігального товариства.
У жовтні 1912 року Дмитро Петрович повернувся до Харківського ветеринарного інституту отримавши згоду Ради професорів на виконання обов'язків прозектроа кафедри зоотомії.
З 1913 року працював на посаді викладача ветеринарної школи при Харківському ветеринарному інституті.
З 1913 по 1914 роки викладав анатомію і хірургію, а з 1915 року арифметику, латинську та російську мови.
18 травня 1914 року захистив дисертацію на тему «О разветлении aorta descendentis в грудной и брюшной полостях у наших домашних птиц», присуджено ступінь магістра ветеринарних наук; працював на посаді прозектора кафедри анатомії свійських ссавців і птиці.
З 1916 року викладав студентам перших курсів.
З 1915 по 1918 роки на запрошення Харківської міської Управи тимчасово працював санітарно-ветеринарним лікарем міста Харкова.
З квітня 1918 по 1921 роки обраний секретарем Ради професорів Харківського ветеринарного інституту.
З 1914 по 1917 роки викладав теоретичний демонстраційний курс анатомії свійських тварин Ново-Александрійського інституту сільського господарства і лісівництва; читав курс анатомії і фізіології свійських тварин.
У 1919 році Радою вищих жіночих курсів сільського господарства і лісівництва був обраний професором кафедри ветеринарії і зоогігієни; згодом був обраний присяжним засідателем Харківського окружного суду для участі в публічних судових засіданнях; читав лекції на кафедрі анатомії людини Харківського Народного Університету.
У жовтні 1920 року був лектором з природної історії Харківського Вищого політехнікуму; читав курс зоотомії в Харківському ветеринарному інституті.
У квітні 1921 року Радою професорів був обраний професором кафедри зоотомії.
У 1922 році працював викладачем зоотехнічних курсів наркомзему і всеукраїнської агрономічної спілки.
У 1927 році працював на посаді завідувача навчально-господарської частини ветеринарно-фельдшерських курсів.
У 1928 році читав курс екстер'єру.
У 1931 році видав підручник українською мовою «Курс порівняння анатомії свійських тварин».

## Праці
Поручіков (Поручиков) за національністю українець, володів німецькою та російською мовами, багато зусиль поклав на організацію та вироблення морфологічної наукової номенклатури українською мовою.
Дмитро Петрович брав участь у багатьох нарадах з питань наукових, навчальних та професійних - ветеринарних лікарів, наукових працівників вищих навчальних закладів, тощо.
Професор був унікальною, багатогранною людиною, яка захоплювалась до самозабуття та піднесення своєю справою, тому має визначне місце в історії Харківського ветеринарного інституту та ветеринарної медицини загалом.
Дмитро Петрович проживав на вулиці Лермонтовській, 19 у місті Харкові разом із дружиною О. Ф. Когонь та сином Георгієм.